# 乌龙院角色列表
本列表介绍乌龙院 (漫画)的登场人物

## 主角
长眉师傅
本名錢一獨，俠號长眉，两道眉毛连在一块，作為象徵和常用的武器，为乌龙院的掌门，年龄自称45岁，兴趣是品茶，喜欢收藏名壶、宝剑。
原先是石头城首富的獨子，是個因為成長背景的緣故而玩世不恭的大少爺，愛慕相思夫人，但因忌妒莫老九和相思夫人互有好感而不時找莫老九麻煩，後因毀壞了莫老九為了相思夫人而做的豆腐塑像，而惹火了莫老九，自己也招致相思夫人的傷心欲絕，發現自己鑄下大錯後看破了紅塵，放棄了自己的一切家產而出家皈依佛門，而後在山上的一間小廟遇見了同樣出家的莫老九，兩人一笑泯恩仇後從此成為了師兄弟，之後一起盖了一座四合院，全力投入武学研习。
脾气古怪，有时候会很虐徒弟，打人很痛，但其实内心里是很宠爱两个徒弟。身份乌龙院掌门，因為過往的事情所以不吃豆腐。
胖师傅
本名莫老九，俠號大頭，有爱心，特徵是肥胖的身材和大鼻，有点老好人，大师傅（即长眉师傅）的师弟与多年好友，擅長徒手削木頭和製作木雕。
過去是石頭城裡技術最好的豆腐師傅，雖然家境很窮，但因為個性善良的關係所以與相思夫人互有好感，也招致了錢一獨的忌妒，後因為決定向相思夫人提親，而為相思夫人製作了豆腐塑像，但被忌妒已久的錢一獨毀壞，在一氣之下砍了錢一獨的頭髮後便出家皈依佛門，爾後在山上的一間小廟遇見了同樣出家的錢一獨，兩人一笑泯恩仇後從此成為了師兄弟。
爱狗协会的成员，比较溺爱徒弟，但有時教訓徒弟也是不手軟，因為過往的事情所以看到豆腐會嘆氣。
大师兄
本名胡亮亮，又稱阿亮，乌龙院的大徒弟，典型的四肢發達頭腦簡單，且個性頑皮，常因為鬧出蠢事而惹火兩個師父，多數是靠一身的好廚藝而沒被逐出師門，也是母親千萬的拜託才讓胖師父收其為徒弟。
最不擅长数学，但内心善良，一年中的時間幾乎都在失戀中度過。乌龙院的勤杂工，老妈是花店的老板娘。
年龄：约18岁，
星座：狮子座
血性：O型
兴趣：吃、唱歌、美眉
收藏:各种猪的模型、玩具、图案
最喜欢的人：金枝、桃花、铁莲……（以下省略）
最害怕的人：第一名是长眉师傅，第二名是马脸
特殊技能：烧一手好菜
小师弟
乌龙院的小师弟，原名宋阳光，侠号阿晕，年龄：11.5岁，魔教教主天首王的兒子，幼時由母親帶離逃跑時不慎遺留在烏龍院，很聪明，热爱学习且备受师傅宠爱，曾考中少年状元。
大师兄的妈
蔡捕头
石头城的当家捕头，原名蔡一心，身高只有122公分，幼時的長相就相當老氣，蔡國近年來唯一出生的一位男丁，负责伸张正义、向恶势力挑战。
无花和尚
达摩祖师
无情剑客
被称作冷酷的天字第一號大殺手，外號是「無情劍客多情劍」，再其胸前写的是其杀人的次数，而他的背后写的是他被杀的次数。多情劍是无情剑客手上的武器，是一把有灵性的剑，可像猎犬一样，为主人搜寻猎物。例如给他看通缉犯的照片就能帮你找人，有时会搞错。
黑柠檬
黑檸檬是烏龍院的人物之一，是個殺手，冷酷、孤傲耳聰目明，他之所以叫黑檸檬是因為他的下巴酷似檸檬，但是他有個不願被別人知道的大秘密，那就是他的頭頂更像個檸檬。是血檳郎之徒，雙眼裡隱藏着沙眼，脖子上的硃紅色圍巾是用對手的鮮血染成的。
漫画家
作者本人在漫画中的化身，

## 漫画系列登场

### 四格漫画系列
- 第1卷《狂师猛徒》
- 第2卷《傻兄宝弟》

无花和尚
頭上戴著一個亮眼的花朵,無時無刻都會信賴著師傅，非常忠心。在烏龍院前傳中，则飾演空明的跟班。
达摩祖师
- 第3卷《金毛华佗》

金毛华佗（玛利亚）
护士（安琪儿）
- 第4卷《迷途菜鸟》

老板娘
虎头帮帮主（一刀哥）
飞狼帮帮主（贾雪峰）
- 第5卷《麻辣女将》（又叫《花花木兰》）

匈奴王
木蘭
章府上下
包將軍
皇上
公公
師爺
- 第6卷《开奖宝贝》

小宝贝
江湖周刊總編
丐幫小長老
包大人
章府上下
狗仔隊
- 第7卷《奥林霹客》

皇帝
皇后
赵甲
- 第8卷《泡沫鸳鸯》

金枝
西门公子
- 第9卷《少年状元》

孔老师
田多多
田多多的爸（田发发）
晶晶
- 第10卷《偷天换日》

黑白狐
黑白狐女儿，豆豆
卖盗版书的老板
- 第11卷《墨汁拳王》

墨汁
拳王
马戏班
- 第12卷《桃花十八》

桃花
狗仔队
- 第13卷《师徒奇遇》

林公公
- 第14卷《活宝惊现》
- 第15卷《铁堡大战》
- 第16卷《神木激战》
- 第17卷《五老揭秘》
- 第18卷《激战青春池》
- 第19卷《潜伏水帝国》

### 爆笑漫画系列
- 第1卷《乌龙西游》
- 第2卷《七鲜鱼丸(上)》
- 第3卷《七鲜鱼丸(下)》
- 第4卷《御兽园》

武胆
武胆的女儿
钱来也
钱来也的老爹，钱多多
- 第5卷《豆腐罗曼史》

相思夫人
- 第6卷《红烧蔡捕头》

蔡捕头的爸爸
- 第7卷《蜜汁心肝》
- 第8卷《糖醋打虎队》

老虎
小老虎
- 第9卷《无敌尿布帮》
- 第10卷《六合大战》
- 第11卷《猪头三皇帝》

皇帝
小龙仔
- 第13卷《野狗山寨》

野狗山寨主
- 第14卷《蔡捕头刑事房》

### 大长篇漫画系列
- 铁桶坡
- 铁莲
- 铁钉
- 铁盲公
- 铁金刚
- 二齿魔
- 四小姐（樱）；桧；榕；樟；枫
- 葫芦帮；林公公（肌甲人）
- 艾飞
- 江少右（水观音）
- 张总管
- 沙客·阳
- 葫芦帮
- 辣婆婆
- 艾迪生

猫奴
乌龙院大长篇中出现的人物，自幼被父母遗弃，是庞贵人对她伸出了援助之手，后来猫奴便为庞贵人办事。
活宝
乌龙院大长篇中的人物，是两个长白山“阴阳同株”的万年人参精，一个叫“左”，一个叫“右”。是千年以来炼丹师一直渴望捕捉的目标。

## 大长篇系列·前传

### 妙林寺
星如
星眠、星覺的師兄，為了賽西施離開妙林，害星覺禪師必須終身守藏經閣，日後在無回谷收留了一名叫阿德的巨人，一天阿德撿回了墜崖的大師兄與小師弟，之後便是星如在照顧他倆並教了大師兄一些武功。為調理小師弟失序的內力，潛入藏經閣向星覺借取《天罡神骨經》，另以羊皮卷《鬼手地昊》相對照，後與星眠、星覺、活佛一同幫助小師弟打通任督二脈。在進攻魔教總壇時輕鬆打敗無愁、忘憂，且重創黑馬車阿蒙，但不敵屍人菊師爺而被小師弟所救，之後幫助小師弟打敗絕命天後仍回去無回谷過原本的山林生活。
星眠
妙林寺老掌門，長年閉關，為空海、空明、空圓、空智的師父。寺中平時事務已交由空明處哩，然而遇有爭端仍會請其出面做主，雖同情小師弟，但受空明言詞擠兌，為尊重寺規，設下七層塔禁食三天三夜、木人巷的考驗。在魔教總壇一役遭菊師爺屍人偷襲受傷，後又為保護空海、星如再受一爪而亡。
星覺
星眠的師弟，空福的師父。有守護藏經閣之責，因空海、空圓受有戒律，與徒弟空福代為管教大師兄與小師弟。星眠圓寂後，擔任新一代掌門人。
監寺師父
身材矮小的和尚，監督眾僧練功，在摩鳩、天龍、地虎闖入妙林時不慎撞到一人導致牙齒斷裂，不敵喇嘛，被擊飛。空明死後代理住持一職。
空海
烏龍院長眉師父。
空明
妙林寺住持，無花、左右護法的師父，習有妙林絕學月影手。與烏龍院兩位師父有嫌隙，時常與烏龍院作對，假公濟私出絆子。為人自私，毫無半點同門情誼，為奪掌門之位與黑馬車合作，調包星眠禪師交代左右護法送交西域喇嘛的信。最後於魔教總壇一役，受妙林寺眾人圍攻，自感罪虐深重，在菊師爺之屍偷襲時替空海承受一爪而亡。
空圓
烏龍院胖師父。
空智
多在老掌門身邊輔佐，袒胸、時常攜帶扇子，有如彌勒佛的形象，外號彌勒僧。常在空明與烏龍院兩位師父之間斡旋，後受星眠之命，與空福下山暗中尋訪小師弟的蹤跡並暗中保護。在太虛觀一役中掩護師兄弟離開被黑馬車擊斃。
空福
與星覺禪師一同守護藏經閣，外號妙林醉僧，身邊攜帶著葫蘆，喜愛喝酒，時而瘋癲，如濟公的形象。小師弟遭擄時與屍魔對掌，略勝一籌。後與空智受星眠之命下山尋訪並暗中保護小師弟。太虛觀一役中掩護師兄弟離開被黑馬車擊斃。
無花
空明的徒弟，有一朵花作為頭飾，在小師弟與大師兄初入妙林寺樹林時，欲出手教訓，然而反遭小師弟神功打跑。後於銅人挑戰時，亦由空明授意潛入刺殺小師弟，然而依舊以失敗收場。偷窺到星如與星覺的夜談，得知師兄弟在無回谷的情報，受空明之命將消息傳給魔教。
左右護法
空明的徒弟，初時與空明一同至烏龍院要揪出私藏的嬰兒，有人來寺作亂亦會作出護寺之舉。後被老掌門委以重任，送交信件至西域蓮花寺，未料信件遭空明調包，造成西域喇嘛與妙林寺的誤會。

### 丐幫
糊塗老丐仙
丐幫舵主，武功高強，在花蠍娘子手下救出師兄弟，並引其進入丐幫。菊師爺帶領豺狼虎豹擄走王小青要脅交出小師弟時，受王班長感動，帶領丐幫分舵前往對峙救出小青。然而整個丐幫分舵因而遭魔教壞恨，後來遭黑馬車血洗，六十七名弟子遇害。
王班長
丐幫幹部，小青的父親，看似嚴厲實則對小師弟與大師兄十分關心。與老丐仙同遭黑馬車所害。
小土豆、大狗子、阿扁、二愣子、滷蛋
丐幫幫眾，誤以為師兄弟武藝高強，而眼見兩人遭幻手白魔毒打。
丐幫幫主
因群眾壓力不得不將師兄弟二人逐出丐幫，後聽聞妙林、西藏喇嘛要合力攻上魔教，亦召開長老會決議進攻魔教。最終攜帶丐幫左右護法上山，然而兩位長老遭竹劍、無憂擊敗，皆喪生於此役。

### 峨嵋派太虛觀
了因師太
太虛觀觀主，了塵、獨臂神尼的師姊，武功高強，與西藏喇嘛、空福對掌皆不落下風。出了名的難搞，看空福不順眼。在魔教圍攻太虛觀時，為掩護空福、空智、梅夫人與師兄弟由地道離開，被菊師爺擊斃。
了塵師太
獨臂神尼的師姊，在小師弟與喇嘛進入太虛觀時，蒙面假扮獨臂神尼哄騙他們離開，未料被在觀外查探情況的空智看出端倪。在魔教圍攻太虛觀時，被菊師爺擊斃。(後又被無極觀師太稱了靈)
獨臂神尼
小師弟的母親梅夫人，當年跳崖被劉寡婦所救。在逃離太虛觀時遭竹劍所俘，於魔教總壇與天首王重圓。最終兩夫妻與胖妞生活於妙林寺山腳下。
胖妞
劉寡婦的孫女，對小師弟頗有好感，是兩人的玩伴，劉寡婦死後，由空福趁了因師太不在送至太虛觀學功夫。與星如、小師弟合力擊殺黑馬車，報得奶奶、父母與眾師太之仇。

### 峨嵋派無極觀
了情師太
了因、了靈的師妹。
無極神尼
了因、了塵、了情等人師父，聽聞妙林與喇嘛聯手進攻魔教，亦率領觀中弟子前去助一臂之力。指點胖妞「落雁九式」劍法。與無愁、竹劍對掌時，遭黑馬車偷襲，死於其白骨陰爪功。一眾女尼亦在此役全軍覆沒。

### 西域蓮花寺喇嘛派
普拉瓦活佛
第六世活佛，受空明的假信，誤認妙林寺為殺害摩鳩等三人之兇，帶領座下三名弟子前往妙林挑戰。不知大弟子黑馬車加入魔教的訊息，後被妙林寺僧人點出。攜來中原之三名弟子於魔教總舵一役中全數陣亡。與丐幫幫主合力仍不敵黑馬車。結局孤身一人返回西域。
阿蒙
喇嘛派大師兄，參見魔教黑馬車。
摩詰
普拉瓦活佛弟子之一，摩鳩的師兄，與師兄弟三人隨活佛前往妙林寺討要說法，最終死於魔教總舵一役。
摩鳩
普拉瓦活佛六世之第六弟子，為天龍、地虎之師父。三人一行受菊師爺哄騙闖入妙林寺欲尋找失落的羊皮卷秘笈《鬼手地昊》，星眠禪師調解後離開追蹤小師弟等下落，引其進入太虛觀尋母，因以為小師弟等遭毒打，與太虛觀眾女尼起衝突，而後誤會解開，三人離開太虛觀不久遭黑馬車襲擊而亡。
小喇嘛
盜走教中秘笈羊皮卷，被天首王所救，成為其座下菊師爺，參見魔教菊師爺。
天龍
摩鳩徒弟，與師父、地虎三人前往中原尋覓羊皮卷蹤跡，回程遭黑馬車襲擊而亡。
地虎
摩鳩徒弟，與師父、天龍三人前往中原尋覓羊皮卷蹤跡，回程遭黑馬車襲擊而亡。

### 魔教
屍魔
五年前帶領魔教三屍槍環劍追殺梅夫人導致其跳崖，後再度帶領三屍潛入妙林寺藏經閣，出手打敗護閣靈猴與靈鶴無意間發現小師弟身上的火麒麟雪玉環，擄走小師弟時遭空福追上，兩人對掌勢均力敵，犧牲手下逃至山洞躲避，然因菊師爺為騙取小師弟信任，遭菊師爺背後偷襲一掌而亡。
天首王
原為朝廷王爺，小師弟的生父，一手創建魔教，練成陰殘魔功，後遭菊師爺背叛偷襲，黑馬車為套取羊皮卷下半段之口訣練法，將其監禁於魔教總舵。最終與梅夫人、胖妞生活於妙林寺山腳下，務農維生。
絕命天
還屍谷谷主，號稱白骨還屍絕命天，苦練多年秘學—白骨還魂，能使死屍還魂，武功蓋世，星如和空海聯手都對付不了的強者，魔教幕後之主使者，但平常都是讓阿蒙管理魔教，之後阿蒙殺死菊師爺，絕命天便用菊師爺的屍體做了屍人擊殺空明、星眠。終戰空海、星如、小師弟三人聯手擊敗絕命天，魔教總舵受眾人內力所震崩塌，絕命天遭活埋。
黑馬車阿蒙
魔教表面上的首領，實際幕後主使者為絕命天。原為魔教廚房伙伕阿蒙，本為西域喇嘛的大師兄，但因雙腳殘廢所以不被看重，投靠魔教天首王，之後得知菊師爺的陰謀與菊師爺一同囚禁天首王，成為魔教首領，同時於還屍谷投靠絕命天，利用絕命天的力量來穩固魔教，後被小師弟、星如、胖妞聯手殺死。
菊師爺
魔教梅蘭竹菊四尊者之一，心狠手辣，對手下也毫不留情。擅長易容，有千面修羅之稱。原身分為盜走西域普拉瓦活佛羊皮卷秘笈的小喇嘛。欲先行一步被判黑馬車取得羊皮卷，未料被識破，反遭黑馬車藏在羊皮卷中的毒針刺傷，最後慘死於黑馬車亂針之下，屍體被絕命天還魂控制。屍人被小師弟擊落於池中化為白骨。
花蠍娘子
客棧老闆娘，收留小師弟與大師兄打雜，實則是受菊師爺之命騙取小師弟信任，未料小師弟等偷聽到計畫而連夜逃跑，受命前往追擊，卻遭糊塗老丐仙打敗遭俘虜，被菊師爺以飛刀滅口。
虎豹豺狼四尊者
參與綁架王小青，並在後來於客棧中偷聽到丐幫進攻魔教的計畫與師兄弟的行蹤，擄走小師弟的路上遭遇空智、空福，被兩人打敗，未料虎尊者詐死，將梅夫人藏身太虛觀的資訊帶回魔教。
竹劍
梅夫人的師弟，與黑馬車、菊師爺一同圍剿太虛觀，打敗並抓走梅夫人，師兄弟前來阻攔時出手，使師兄弟失足墜落無回谷。
無愁
黑馬車手下，作無常裝扮。
無憂
黑馬車手下，作無常裝扮。

### 其他角色
劉寡婦
住在妙林寺山腳的寡婦，與孫女胖妞養雞相依為命。數年前救助小師弟的母親。與空海有一絲曖昧。兒子有向善之心叛出魔教，遭菊師爺毒手，自己後來亦因胖妞被菊師爺挾持，逼問羊皮卷下落，與其對敵承受一掌，雖由空海、空福以內力療傷，最後仍不治身亡。
田家庄少主
欺負小青，被師兄弟打跑，後找師父幻手白魔回來找場子。
幻手白魔
田家庄的打手師傅，仗著一身拳腳功夫欺辱丐幫，後遭路見不平的獨臂神尼所廢。
阿德
巨人，力大無窮，被星如收留前過著原始人的生活，用嗯咿嗚哇進行溝通，拯救墜落無回谷的師兄弟。

## 同作者作品人物
皮皮 (漫画)
年大王
包将军

## 相关
乌龙院交换卡片游戏